# Тишківці
Ти́шківці — село в Україні, у Городенківській міській громаді Коломийського району Івано-Франківської області. Колиска роду Шухевичів.
Відповідно до Розпорядження Кабінету Міністрів України від 12 червня 2020 року № 714-р «Про визначення адміністративних центрів та затвердження територій територіальних громад Івано-Франківської області» увійшло до складу Городенківської міської громади.

## Географіятатопографія
Село Тишківці розташоване на історичному Покутті (в межах колинього Городенківського району Івано-Франківської області). Загальна площа земель — 3170 га (884,9 га в межах населеного пункту). Населення — 1 582 особи.
На півдні Тишківці межують із Вікном, на півночі — з Олієво-Королівкою. Із заходу до Тишківців підступають розкішні луки села Чортовець, а на сході село межує з угіддями  центру громади  Городенки. На південному сході вздовж залізничного полотна простягається лісосмуга.
Характерна топографічна риса Тишківців — вододіл рік на заході села (урочище Голова). Звідси вода збігає до Прута (в південному напрямі) і Дністра (в західному та північному). Із тектонічних особливостей слід відзначити підземні вапнякові вижолобини (відомі як Пропади), де час від часу зникає під землю вода. Іншою особливістю є великі та глибокі яри на півночі села — своєрідні каньйони (урочище Рашковецька долина).

## Історія

### Заснування. Походження назви
Місцева легенда стверджує, що перше сільське поселення розташовувалося в урочищі Гостилів і було зруйноване. Друге — в урочищі За окопом (давня назва — Городище, розташованому на високому горбі (300 м над рівнем моря) між старим цвинтарем та озером Мамичів. Третє поселення — район сучасних Тишківців.
Про ці три сліди найпершого перебування людей свідчать і археологічні знахідки, проведені у 70 роках XX століття під керівництвом професора Маковея. Під час розкопок в урочищі «Гостилів» виявлено людську стоянку періоду мезоліту, поселення трипільської культури, поселення VII—VI ст. до н. е., скарб і поселення епохи пізньої бронзи та поселення черняхівської культури. Як вважають спеціалісти, причиною виникнення села на цьому місці послугувала долина з великою кількістю джерел і родючої землі, захищена високими горбами і болотистими місцевостями. Перш за все, люди селилися тут з метою захисту. У Тишківцях в урочищі Мамичів розташовано три великих поселення Трипільської культури, ще не досліджених.
Згідно з найновішими дослідженнями науковців Львівського інституту народознавства, назва «Тишківці» пояснюється так. Це первісно патронім на -овци (-івці) від особової назви Тишко. Первісне значення: Тишковци — «рід (або піддані) Тишка», в якому проживає (або яким володіє) Тишко. Назва поселення старослов'янська, і виникла вона шляхом усічення слов'янських автохтонних особових власних імен-композитів з препозитивним компонентом Тих-, Тиш-: Тихомиль, Тихомирь, Тихоградь, Тихославь, Тьшимисль, Тьшевладь, Тьшеградь.

### Середньовіччя
Першу письмову згадку про Тишківці виявлено в «Актах Гродських і земських із часів Речі Посполитої» — у судовому акті, складеному в Галичі 12 лютого 1448 року. Починаючи з XVI століття, джерел стає більше. В останній чверті 16 століття Тишківці згадуються як містечко.
У 1410 році тишківчани брали участь у Грюнвальдській битві (з тих часів зберігся пам'ятний «Хрест з двома мечами»).
У провідну неділю, 22 квітня 1498 року, Тишківці зазнали першого нищівного нападу татар. Село було спалене дощенту. Не менш жахливих нападів татарських орд тишківчани зазнавали в 1594 та 1603 роках. Особливо спустошливими були напади татарського хана Джанібек-Гірея у 1621—1623 роках.
Станом на 1569 рік в селі було два великих маєтки магнатів Потоцьких (один із них — стражник коронний Миколай Потоцький — підписувався як Миколай з Яблунова і Тишківців Потоцький), до яких належало 24 двори, а також маєтки, які належали Петру і Валентину Бокам. Згідно з люстрацією Воєводства Руського 1661—1665 років, Тишківці розміщувалися на території сучасного сільського кутка Осередок. Село було обнесене валом, тут містився панський двір. Населення: дворищних — 4 сім'ї, півдворищних — 4, четвертинних — 3, слобожан — 12.
У 1676 році, під час штурму Раковецького замку, Тишківці знову дотла спалені турецьким військом Імбрагіма Шайтан-баші. Це останнє повідомлення про напад ординців на село. Після цих страшних трагедій село зазнало великого економічного занепаду.

### 18-19 століття

Свято біля церкви у Тишківцях

Про становище селян Тишківців в першій половині XVIII століття дізнаємося з інвентаря 1720 року, за яким в селі налічувалося 88 господарств і проживало 528 людей. Селяни ходили на панщину від святого Юри до святого Михайла. У цьому інвентарі, вперше за всю історію села, записані і прізвища селян. Найстаріші з них — Буряк, Петруняк, Скіцько, Непотюк, Пеца, Білик, Морган, Дмитерко, Векірчук. Згідно з Йосифінською метрикою — першого поземельного кадастру — в 1788 р. в селі Тишківці проживало 980 чоловік.
У середині 18 століття в селі будується нова церква (до нашого часу збереглася дзвіниця 1768 року), а в 1811 р. — відкрилась перша школа — дяківка.
З 1832 по 1844 рік у селі був парохом Михайло Лукашевич (1802—1854), батько громадського діяча, редактора й журналіста Лонгина Лукашевича.
Дуже динамічно почали розвиватись Тишківці після знесення панщини 1848 року, та з приходом у березні того ж року на парафію о. Осипа Шухевича — прабатька цієї славної родини. З цього часу сільське приходство незмінно було культурним осередком села, а український сільський священик — наставником його мешканців та їхнім провідником. Отець Осип очолював повітову «Руську Раду», був деканом та інспектором шкіл Городенківського повіту, плідно працював на літературній ниві. З 1856 року у Тишківцях успішно діє народна школа, де в 1864 році навчалось 110 дітей.
Справу батька продовжив син о. Зенон — опікун великої родини Шухевичів. З приходом на парохію молодого енергійного о. Зенона Шухевича в селі з 1870 року починається велике соціально-культурне та економічне зростання. У 1874 році на місці корчми громада побудувала гарну простору школу.
У 1877 році освячено нову муровану церкву, а її іконостас роботи Корнила Устияновича — перлина сакрального мистецтва Галичини. У 1885 році у Тишківцях постає перша у Городенківському повіті читальня «Просвіти». Тишківці — чи не єдине село в Україні, яке мало чотири читальні з власними будовами.
У 1892 році під керівництвом Ольги Шухевич селянські діти вперше поставили оперу М. Лисенка «Коза-Дереза». А рік перед цим у селі відкрито дитячі ясла, де утримувалося 140 дітей.
У 1894 році в селі організовується сільське жіноче товариство (200 членкинь), пізніше — Союз українок. Це було одне з перших подібних сільських товариств на теренах Західної України.
У 1894 році під керівництвом о. Зенона селяни розпарцелювали землі фільварку Антонівка — 400 моргів. За словами о. Зенона: «…для будущности — будущих поколінь тишківчан».
Дім о. Зенона у Тишківцях був «культурним Афоном» у повіті. Тут гостювали І. Франко, О.Кобилянська, О.Огоновський, Й.Кобринський, Н.Кобринська, В. Стефаник, С. Крушельницька, О. Окуневська, О. Кульчицька, К. Устиянович, І. Плешкан, Ф.Ржегож та інші відомі люди, у ньому збиралась вся велика родина Шухевичів.

Дівчата з с. Тишківці, поч. ХХ ст.

Газета «Діло» в кінці XIX ст. писала: «Тишківці — національно свідоме, багате, добре загосподарьоване село, перлина повіту. На це село рівнялися, з нього брали приклад. Тишківцями гордилась ціла околиця!»
Перед Першою світовою війною в селі проживало вже 3100 осіб. Більше сотні молодих хлопців героїчно воювали в легіонах УСС—УГА.
У міжвоєнний період під час «адміністративної реформи 1934 року» Тишківці стали центром об'єднаної сільської гміни, утвореної замість шести самоврядних сільських громад (гмін).
На 01.01. 1939 в селі проживало 3550 мешканців, із них 3400 українців-грекокатоликів, 50 українців-римокатоликів і 100 євреїв.

### Друга світова війна
На початку 1940 р. в селі утворено Тишковецьку сільраду і включено її до Обертинського району. Указом Президії Верховної Ради УРСР 23 жовтня 1940 р. Тишковецька сільська рада передана до Городенківського району.
У липні 1941 р. у селі з'явилися листівки про Акт проголошення Української Держави. Волею Українського Народу ОУН під проводом Степана Бандери проголосила створення УССД. Акт датований 30 червня 1941 року. Війтом Тишківців було обрано палкого патріота Петра Петруняка, його заступником — Дмитра Пронича. 1942 р. у Тишківцях при читальні № 3 було створено підпільну сільську організацію ОУН. Керівник — Григорчук Іван син Михайла. Військовий керівник — Романиця Михайло, син Юрка. До організації ввійшло 25 хлопців і 5 дівчат. Основним завданням організації була підпільна збройна боротьба проти німецьких окупантів[джерело?]. У Тишківцях організоване сільське жіноче товариство «Січ» на платформі ОУН. Очолила його Василина Пеца-Довбуш.
Квітень 1943 р. — у місті Львові в урочистій формі було проголошено утворення дивізії «Галичина» з українських добровольців. У її рядах воювали 39 тишківчан.
1941—1943 рр. близько 100 громадян села Тишківців були відправлені на роботу до Німеччини.
27 березня 1944 року Тишківці були захоплені Червоною Армією, на околицях села загинуло понад 300 вояків, що лежать у братській могилі у Тишківцях. Негайно розпочата насильна мобілізація, 148 — впало на фронтах.

### Повоєнні часи
1944—1949 рр. — вершина збройної боротьби ОУН-УПА з органами НКВС на терені села Тишківці. Тривали арешти та вивезення цілих родин із Тишківців.
У лавах ОУН—УПА за волю України віддали своє молоде життя 37 хлопців та дівчат. Серед них — три сотенні УПА, вихідці з Тишківців: Романиця Михайло («Буревій»), Паращук Василь («Завірюха») та Бабинський Михайло («Магістр»).
Село пережило важкі повоєнні часи. Кожна друга родина зазнала репресій. Більше сотні молодого цвіту не повернулось із Сибіру.

### За часів незалежності
Із воскресінням України за короткий час громада спільними силами відновила сплюндровані комуністичними варварами хрести і каплиці, реформувалось господарство, люди повернулися до землі.
Право на земельну частку (пай) отримали 1152 чоловіки, для паювання визначена площа 2014 га. Середній розмір земельної частки (паю) — 2.0 га. Закінчується робота з видачі державних актів на землю власникам земельних паїв.
10—12 липня 2005 р. у Тишківцях відбулося величне святкування «Всесвітній з'їзд родини Шухевичів». Рідну землю відвідали понад 65 представників цієї славної родини з усіх континентів. Проведена міжнародна конференція «Рід Шухевичів в історико-культурній спадщині України», участь в конференції взяли: академік Ярослав Дашкевич, доктори наук: Степан Дворак, Василь Марчук, кандидати наук: Ігор Андрухів, Богдан Якимович, Наталія Кашкадамова, відомі краєзнавці та письменники зі Львова, Тернополя, Івано-Франківська, дочка генерала Марія Трильовська, останній головнокомандувач УПА Василь Кук, члени родини Шухевичів зі США, Канади, Австралії та Бельгії.
Конференція стала вагомим внеском у осмислення феномену роду Шухевичів і в нашій історії і, зокрема, роль і місце, котре повинен займати генерал Роман Шухевич в історії України XX століття.
01.07.2007 року в селі урочисто, на високому рівні, з участю численної родини Шухевичів, депутатів Верховної Ради України, керівників політичних партій України, представників різних областей України, 300 пластунів з усіх регіонів України, громадськості відзначено 100 річний ювілей від дня народження Головнокомандуючого Української Повстанської Армії, Голови Проводу ОУН, Голови Генерального Секретаріату УГВР — Романа Шухевича. Нині Тишківці впевнено займають першість на Прикарпатті, як одне з національно найсвідоміших і найпатріотичніших сіл. Село відвідують численні делегації, які знайомляться з історією та історичними пам'ятками села, родини Шухевичів, відвідують музеї, церкви села.

### Освіта
Національним знаком кожного народу є його освіта. В кінці 1936 р. силами громади села було збудовано нову школу. На 1937 рік це була найкраща школа на цілий Городенківський повіт. І ось уже понад 70 років ця школа вірно служить Тишківцям. У 1983 році директором Тишківської середньої школи стала Світлана Михайлівна Кавчук, 1953 р.н., закінчила Івано—Франківський педагогічний інститут у 1977 році, у 2008 році удостоєна звання «Заслужений працівник освіти України».
У школі діють організація «Козачата» і гурт «Пласт», що мають на меті вивчати історію нашого народу, підіймати глибинні пласти нашої культури, виховувати мужність, сміливість, почуття патріотизму і пошани до інших народів.
Гурт «Пласт» сприяє всебічному самовихованню учнів, виховує почуття високого патріотизму, поглиблює знання з краєзнавства, знайомить учнів із призабутими іменами, вивчає історію, спортивне орієнтування тощо. А спільна співпраця всієї шкільної родини виховує учнів з усвідомленою громадянською позицією — українця.
Школа випустила сотні випускників. Багато з них здобули вчені звання, стали видатними людьми. Серед них:
- Ганна Іванівна Грималюк, 1933 р. н., кандидат біологічних наук;
- Василь Миколайович Білик, 1940 р. н., кандидат економічних наук, доцент Львівської комерційної Академії;
- Богдан Іванович Пиндус, 1941 р.н., кандидат технічних наук. Працює в автомобільно-дорожньому інституті в м. Горлівка, Донецької області; З 1975 по 1978 — зам. декана факультету «Автомобільні дороги», з 1984 по 2010 завідувач кафедри « Проектування доріг і штучних споруд». Нагороджений «Знаком пошани Укравтодору».
- Іван Федорович Скіцько, 1948 р. н., кандидат фізико-математичних наук — доцент кафедри фізики Військового інституту управління та зв'язку Міністерства оборони України м. Києва;
- Михайло Петрович Заячківський, 1943 р. н., кандидат фізико-математичних наук. Працював в Ужгородському університеті;
- Василь Петрович Заячківський, 1940 р. н., кандидат фізико-математичних наук. Працює в Інституті водного господарства в м. Рівне;
- Василь Михайлович Павлюк, кандидат наук. Працює в Івано-Франківській медичній академії зав. кафедрою хімії;
- Микола Михайлович Дідик, 1950 р. н., закінчив Львівський сільськогосподарський інститут, Юридичну Академію, кандидат наук, доктор філософії в галузі права, професор правових дисциплін, професор Закарпатського державного університету. Указом Президента України в 2003 році присвоєно звання генерал-майора міліції. Нині Дідик М. М. — начальник Департаменту по боротьбі з корупцією і організованою злочинністю комітету по боротьбі з корупцією в Закарпатській області. Нагороджений багатьма медалями і орденами, в тому числі і Орденом «Хрест Слави».
- Михайло Петрович Постранський, 1951 р. н., закінчив Львівський Медичний інститут, старший викладач кафедри мікробіології Львівської медичної академії.
- Ольга Василівна Михальчук-Матвієнко, 1953 р. н., доктор педагогічних наук, професор. Працює у Київському університеті іноземних мов. Дружина відомого державного діяча, лідера УРП «Собор» Анатолія Матвієнка.
- Дмитро Іванович Пронич, 1939—2001, член спілки художників України, член спілки майстрів народного мистецтва України, заслужений художник України, перший заступник голови Спілки майстрів народного мистецтва України.
- Василь Михайлович Дідик, 1956 р. н., художник, учасник міжнародних виставок. «Роботи художника фантастичні та музичні, космічно-пророчі та сповнені такої позитивної енергії, що хочеться бачити їх знов і знов» (Із столичної газети «День»).
- Богдан Васильович Петруняк, 1957 року народження, закінчив Національну Академію Оборони Збройних Сил України у 2001 році, полковник, заступник Командувача 13-го Армійського корпусу з виховної та соціально — психологічної роботи.
- Богдан Іванович Купчинський, 1961 р. н., історик-краєзнавець, автор двотомного видання «Історія Тишківців», активний культурно-громадський діяч, в наш час[коли?] відомий підприємець та меценат.
- Василь Іванович Романиця, 1961 р. н., Начальник Управління МВС Росії по Ханти-Мансійському автономному округу, генерал-майор.
- Тарас Пронич, полковник, працює у генеральному штабі Збройних Сил України.
- Богдан Михайлович Бабинський, 1960 р.н., полковник Повітряних сил  Збройних сил України, Воїн-інтернаціоналіст

## Сучасність

Пам'ятник Тарасові Шевченку у Тишківцях

Сучасне село за період незалежності України оновилось. У Тишківцях діє 6 магазинів та одне кафе-бар приватної форми власності, бібліотека, Народний дім (1938 року). Відділення зв'язку і ощадкаса розміщені в одному приміщенні. Працює сільська лікарська амбулаторія і соціальна лікарня для проживання одиноких непрацездатних людей району (приміщення побудоване до 1939 року, капітально відремонтоване в 2000 році). У 2015 році було урочисто відкрито спортивний майданчик.
У родинній резиденції родини Шухевичів діє Музей історії та визвольних змагань імені Романа Шухевича, в 2007 році тут було відкрито духовну світлицю родини Шухевичів та фольклорно-етнографічну світлицю імені Володимира Шухевича, які відвідують численні делегації та гості з різних кутків України та з-за кордону. Багато зусиль до відкриття музею родини Шухевичів, збереження його фондів та художнього оформлення доклав Петро Іванович Комар (1941—2008), історик-краєзнавець, заслужений вчитель України.
У 2006 році на родинному подвір'ї дружини народного депутата України, голови УРП «Собор» Анатоля Матвієнка збудовано садибу, біля якої встановлено ротонду Святого Миколая. Зараз садиба називається «Садиба біля Святого Миколая». Щорічно 19 грудня та 22 травня у день Святого Миколая (зимового та літнього) за фінансової та організаційної підтримки А.Матвієнка проводяться урочисті, благодійні заходи з участю громади, дітей села, району та нагородження школярів, переможців конкурсів творчих робіт, які виставлені у музеї, який входить у цей комплекс. Проводяться конкурси на найкращу садибу села, жителі села віком 80 і більше років отримують грошову допомогу. Лікарські заклади села та району забезпечуються медикаментами, школа — літературою.
На терені сільської ради діють:
- районна організація УРП «Собор»
- сільські осередки Всеукраїнського Товариства імені Шевченка «Просвіта» та «Союзу Українок»
- сільські осередки КУНу і НРУ, станиця Братства УПА, «Меморіал» та Братство вояків дивізії «Галичина»
- в селі діють дві релігійні громади — УПЦ КП та УГКЦ, які мають свої культові приміщення.

## Населення

### Мова
Розподіл населення за рідною мовою за даними перепису 2001 року:
| Мова       | Кількість | Відсоток |
| ---------- | --------- | -------- |
| українська | 1582      | 100%     |

## Пам'ятки архітектури, пам'ятники та пам'ятні знаки
- Пам'ятник Т. Г. Шевченку, споруджений у 1952 році, реставрований у 1989 році; знаходиться в центрі села (найдавніший пам'ятник Т. Шевченку на Городенківщині)
- Стрілецька могила, насипана на новому кладовищі греко-католицькою громадою села на місці загибелі січового стрільця Томина (з Обертина), а також поховання знайдених останків вояків, які загинули в бою в урочищі «Рівня» під час Першої Світової війни. Відновлена в травні 1990 року.
- Стрілецька могила (символічна) насипана в центрі села православною громадою у вересні 1990 року, відкрита 16.12.1990 року в пам'ять 72 тишківчан, колишніх січових стрільців.
- Каплиця, збудована православною громадою села в центрі села поруч з братською могилою в пам'ять 138 тишківчан, що не повернулися з війни, освячена 16.12.1990 року.
- Каплиця, збудована греко-католицькою громадою села в центрі села поруч з лікарнею. Побудована в честь незалежності України в 1992 р.
- Пам'ятний знак (Хрест), встановлений біля Народного дому в 1999 році на відзнаку 550-річчя першої письмової згадки про село Тишківці.
- Дем'янів Хрест, встановлений в 1760 році при в'їзді в село на місці, де, згідно з переказами, загинув отаман чумаків, які везли сіль з Коломиї. Відреставрований війтом Дем'яном Проничем в 1838 році. Відновлений сільським осередком НРУ в 1990 році. Дем'янів Хрест є символом та оберегом Тишківців.
- Пам'ятний знак в центрі села, встановлений в 1848 році на честь скасування панщини.
- Хрест «Во ім'я святої тверезості», встановлений в 1874 році.
- Хрест на відзнаку пам'яті сотих роковин з дня народження о. Маркіяна Шашкевича.
- Пам'ятник генералу Р. Шухевичу — головному командиру УПА. Встановлений у 1995 році, скульптор Августин Басюк.
- Могили на старому цвинтарі:
- сімейне поховання родини о. О. Шухевича: о. О. Шухевич (1816—1870), дружина Анна з родини Кульчицьких, їхні малолітні діти.
- одиноке поховання — Василь Цалковський — посол до Віденського парламенту, Галицького сейму, відомий громадський, культурно-освітній діяч.
- На новому цвинтарі мурована каплиця — склеп, де поховані: священик о. Зенон Шухевич (1842—1931), дружина Емілія з родини Кобринських, дочка Ольга.
- В урочищі «Рівня» міститься «австрійський цвинтар». Під час бою 3—4 червня 1916 року загинуло близько 1000 воїнів з обох сторін.
- У 2004 році відкрито музей історії та визвольних змагань імені Р. Шухевича.
- У 1995 році споруджено символічну могилу юним односельчанам, воякам УПА, які віддали своє життя в боротьбі за волю України в 1942—1951 рр.
- Статуя Божої Матері на куті «Кичур», знищена в 70-х роках XX ст., відновлена в 2003 році громадою.
- Каплиця по вул. Шевченка, знищена в 1970-ті роки, відновлена родиною братів Заячківських — Івана, Михайла та Василя, за свої кошти у 1995 році.
- Ротонда Св. Миколая по вул. Шевченка, встановлена старанням народного депутата України Анатолія Матвієнка.
- Пам'ятний хрест, встановлений в 2007 році як пам'ять про командира сотні «Дністер» Степана Чуйка — «Орлика», смертельно пораненого в с. Тишківці (дострелився), похований при виїзді з Тишківців), посмертно нагороджений орденом «Золотий Хрест Бойової Заслуги УПА І класу»
- Братська могила воїнів, що загинули у роки Другої Світової війни в центрі села. Перші поховання в березні — квітні 1944 року. Меморіал встановлений в 1968 році, реставрований у 2007 році. Останнє перепоховання в 1990 році. В могилі рештки 309 солдатів і офіцерів.

## Відомі люди

### Шухевичі
Важлива роль у духовному піднесенні, культурно-просвітницькій роботі села належить славній родині Шухевичів.
Тишківецька родовідна лінія бере свій початок від отця Осипа, який з 1848 року обійняв парохію в Тишківцях. Його стараннями 1856 року в Тишківцях відкрили школу, де навчалося 110 дітей. Її й дотепер називають шухевичівкою.
Із 1856 року до смерті Осип Шухевич — декан Городенківського повіту й інспектор народних шкіл Городенківщини; перекладав твори багатьох західноєвропейських письменників, зокрема, Й. Гердера («Хоробрий воїн»), В. Скотта («Подорожній»), Е. Шульца (поема «Заклята рожа», «Сонетті»), а з античної — поема Вергілія «Пісня про хліборобство». До нас дійшла доповідь «Відношення підданих до монарха» (1840 р.)
У родині Шухевичів панувала рідна українська мова, свято оберігалися національні традиції. Усе це, а також прихильне ставлення отця Осипа до селян благодійно впливали на формування світогляду дітей, внуків.
- Зенон Шухевич (1842—1931), громадсько-культурний діяч, священик у селі Тишківцях (1870—1931), радник єпископської консисторії, віце-декан Городенківщини, інспектор шкіл Городенківського повіту.
- Ольга Шухевич — організатор першого у Галичині сільського жіночого товариства, яке налічувало 200 членів.
- Володимир Шухевич — визначний громадський діяч, етнограф, педагог і публіцист, дійсний член НТШ, родом з с. Тишківці в Городенківського повіту, син о. Осипа Шухевича.
- Степан Шухевич — громадський і військовий діяч, отаман УСС (1914–1915), отаман УГА (1918–1919).
- Роман Шухевич

### Інші визначні земляки
- Василь Цалковський — селянин, посол (депутат) Райхсрату Австро-Угорщини і Галицького сойму.
- Микола Остафійович Заячківський — теолог, директор театру, торговець, український громадський і економічний діяч. Один із організаторів львівського міщанства.
- Діонісій Каєтанович (1878—1954) — галицький вірменський релігійний діяч, священик латинського та вірменського обрядів, капітульний вікарій, останній адміністратор Львівської архиєпархії Вірменської католицької церкви. Загинув у радянському концтаборі.
- Грималюк Данило (1894—1919) — четар УСС, хорунжий УСС в Києві, брав активну участь в листопадовому перевороті на теренах Городенківщини. З 1 березня 1919 р. — командант 7-ї сотні 2 куреня 1 бригади УСС.
- Глуханюк Василь (1897—1941) — стрілець УСС, з 1919 р. — десятник УГА, відомий громадський діяч.
- Паращук Василь — хорунжий СБ ОУН, командир сотні «Дністер» ТВ-21 «Гуцульщина», референт СБ Буковинського окружного проводу ОУН.
- Паращук Дмитро (1892—1974) — підстаршина австрійського військового флоту, санітарний поручник УГА, вояк УСС.
- Михайло Петруняк (1897—1977)

- Марія Олексіївна Дідик
- Рощук Іван Михайлович
- Скіцько Марія Олексіївна
- Лонгин Лукашевич (1839—1882) — громадський діяч, редактор і журналіст.